# Pierasłouka
Pierasłouka (biał. Пераслоўка, ros. Пересловка, Pieriesłowka) – wieś na Białorusi, w obwodzie witebskim, w rejonie miorskim, w sielsowiecie Uźmiony. W 2019 liczyła 23 mieszkańców.